# Напад НОВЈ на Костајнички Мајур
Током ноћи 28/29. децембра 1942. два батаљона Седме и један батаљон Осме банијске бригаде напали су посаду Костајничког Мајура, коју су сачињавали ојачана чета 369. извиђачког батаљона и домобрани. Партизани су постигли изненађење, разбили посаду и заузели место, али су се још током ноћи морали повући због пристизања тенковима ојачане немачке колоне из Костајнице.
У борби су погинула 22 борца банијских батаљона, док их је 48 рањено. Делови 369. дивизије претрпели су, према властитом извештају, губитке од 15 погинулих, 18 рањених и 5 несталих Партизани су се домогли плена у оружју и опреми, а најзначајнији део плена била су 2 противтенковска топа 50 мм.

## Претходне околности

### Банијски батаљони
Јединице НОВЈ на Банији биле су под командом ГШ НОВХ, и примењивале су офанзивну стратегију. У другој половини 1942. створили су велику слободну територију, спојену са слободном територијом Кордуна. У октобру је покушан напад на Глину, а у новембру је Осма банијска бригада учествовала у Бихаћкој операцији. За све то време банијске јединице настојале су да мањим нападима на рубне посаде и саботажама на комуникацијама држе иницијативу у рукама, узнемиравају осовинске снаке, освајају ратни плен и подривају функционисање НДХ и окупационе структуре. Костајничи Мајур до тада је успешно нападан 6 пута. У последњем од тих напада током ноћи 21/22. децембра банијске јединице НОВЈ заробиле су у Мајуру комплетну посаду од 60 домобрана са оружјем. Пошто је гарнизон поново успостављен, направљен је план новог напада за ноћ 28/29. децембра.

### 369. дивизија
369. пешадијска дивизија формирана је у Аустрији у другој половини 1942. Током децембра дивизија је по деловима транспортована у Хрватску, на позиције са којих је требало да учествује у предстојећој операцији Вајс I против НОВЈ.
У склопу овог распоређивања јединица, једна ојачана чета 369. извиђачког батаљона током послеподнева 28. децембра приспела је у Костајнички Мајур.

## План напада и ангажоване снаге
Напад на упориште у непосредној близини јачих осовинских гарнизона захтевао је знатне снаге у циљу брзог ломљења отпора посаде и обезбеђења напада.
Штаб Седме банијске дивизије за ову акцију одредио је 1. и 3. батаљон Седме банијске бригаде и један батаљон новоформиране 16. банијске бригаде нападне дио села. Пошто је Команда Првог хрватског корпуса преузела 16. бригаду за акцију на Кордуну, њен батаљон замењен је 1. батаљоном 8. банијске бригаде.
Обезбеђење напада од Костајнице вршила је Осма банијска бригада са 2. и 3. батаљоном Банијског одреда, јер је располагала противтенковским топом заплењеним на Бихаћу. Уз то, Осма бригада је ојачана диверзантима Седме банијске дивизије, са задатком да запрече цесту постављањем мина. За обезбеђење од Суње и Петриње и, уједно за резерву дивизије, одређен је 2. батаљон 7. банијске бригаде.
Прикупљање делова 369. дивизије у Костајничком Мајуру уочено је кад су јединице већ кренуле на полазне положаје, па је одлучено да се акција настави према плану. Почетак напада планиран је за 23 часа 28. децембра.

## Ток борбе
Напад је почео у предвиђено време. Постигнуто је изненађење, па је напад врло брзо напредовао. После кратког времена, заузете су све куће у месту осим једне чврсто зидане у средини села, где су Немци организовали одбрану. Уз помоћ флаша за бензином, након краћег времена и ово упориште је ликвидирано. Остатак јединице 369. дивизије се, користећи ноћ, у нереду повукао према Костајници, док су партизани приступили евакуацији богатог ратног плена.
Међутим, уследила је брза немачка интервенција из свега 3-4 км удаљене Костајнице, Обезбеђење према Костајници је подбацило, па је немачка колона предвођена са два тенка Хочкис (фр. Hotchkiss) заобишла мине и заседе, и појавила се у Мајуру. Тиме су се три партизанска батаљона нашла у тешкој ситуацији. С обзиром да јединице нису имале искуства у борби са тенковима, дошло је до наглог повлачења. Први батаљон Седме и Први батаљон Осме бригаде извукли су се под борбом, пребацујући се преко цесте под ватром немачких тенкова. Трећи батаљон Седме бригаде прикрио се у непосредној близини цесте, чекајући погодан тренутак, и пред зору се извукао на слободн територију.

## Каснији развој
Делови Седме банијске дивизије наставили су са нападима на осовинске комуникације и места прикупљања делова 369. дивизије. Осма банијска бригада је у ноћи 3/4. јануара 1943. године, извела саботажу и напад на железничку пругу Суња — Сисак код Блињског Кута, кад је уништен један теретни и један оклопни воз. 15. јануара 1943. делови Седме и Осме бригаде напали су у селима Бијелнику и Блињи ојачани 369. противтенковски батаљон, наневши му губитке и запленивши већу количину оружја, муниције и ратне опреме.
19. јануара 1943. започео је општи напад 369. пешадијске дивизије ојачане деловима 187. резервне дивизије, Трећим горским здругом НДХ и Петом усташком бојном на Седму банијску дивизију и слободну територију Баније. Тиме је започела операција Вајс I.
Према податку из Ратног дневника дивизије, 369. дивизија имала је у овим борбама у периоду до 19. јануара укупне губитке од 51 погинулог, 99 рањених и 8 несталих.

## Резултат напада
Према сопственим подацима, партизанске јединице претрпеле су губитке од 22 погинула и 48 рањених, док је 369. дивизија имала, према сопственом извештају забележеном у ратном дневнику дивизије 15 погинулих, 18 рањених и 5 несталих.
Поред бројног пешадијског наоружања, Седма дивизија је у нападу на Костајнички Мајур запленила и два противтенковска топа 50 мм дуге цеви (трећи су Немци успели да преотму). Пошто је дивизија у нападу у Бијелнику и Блињи запленила још два противтенковска топа Шкода 37 мм и три противтенковске пушке, формиран је Противтенковски вод, који је одиграо значајну улогу у дуготрајним одбрамбеним борбама дивизије током наредних месеци.
У извештајима 369. дивизије о нападу могу се запазити и сексистичке предрасуде према учешћу жена-бораца у НОВЈ. У Ратном дневнику дивизије забележена је изјава да су у нападу учествовале и наоружане жене (Flintenweiber), те како је један официр који је пао шака партизанима, брутално масакриран од стране тих жена.